# عرفة بن محمد الرابع
عرفة بن محمد الرابع هو أمير من الأسرة العلوية الحاكمة في المغرب، كان خليفة لأخيه السلطان الحسن الأول في فاس، وتوفي فيها في زمن ابن أخيه السلطان عبد العزيز بن الحسن صباح يوم الخميس 14 رمضان 1324 هـ / 1 نوفمبر 1906م، وهو والد السلطان محمد بن عرفة.

## نسبه
هو عرفة بن محمد الرابع بن عبد الرحمن بن هشام بن محمد بن عبد الله الخطيب بن إسماعيل بن الشريف بن علي بن محمد بن علي بن يوسف بن علي بن الحسن بن محمد بن الحسن الداخل بن القاسم بن محمد بن أبي القاسم بن محمد بن الحسن بن عبد الله بن محمد بن عرفة بن الحسن بن أبي بكر بن علي بن الحسن بن أحمد بن إسماعيل بن القاسم بن محمد النفس الزكية بن عبد الله الكامل بن الحسن المثنى بن الحسن بن علي بن أبي طالب بن عبدالمطلب بن هاشم.

## مقالات ذات صلة
- محمد بن عرفة
- محمد الرابع
- الحسن الأول
- عبد العزيز بن الحسن